# Herakles

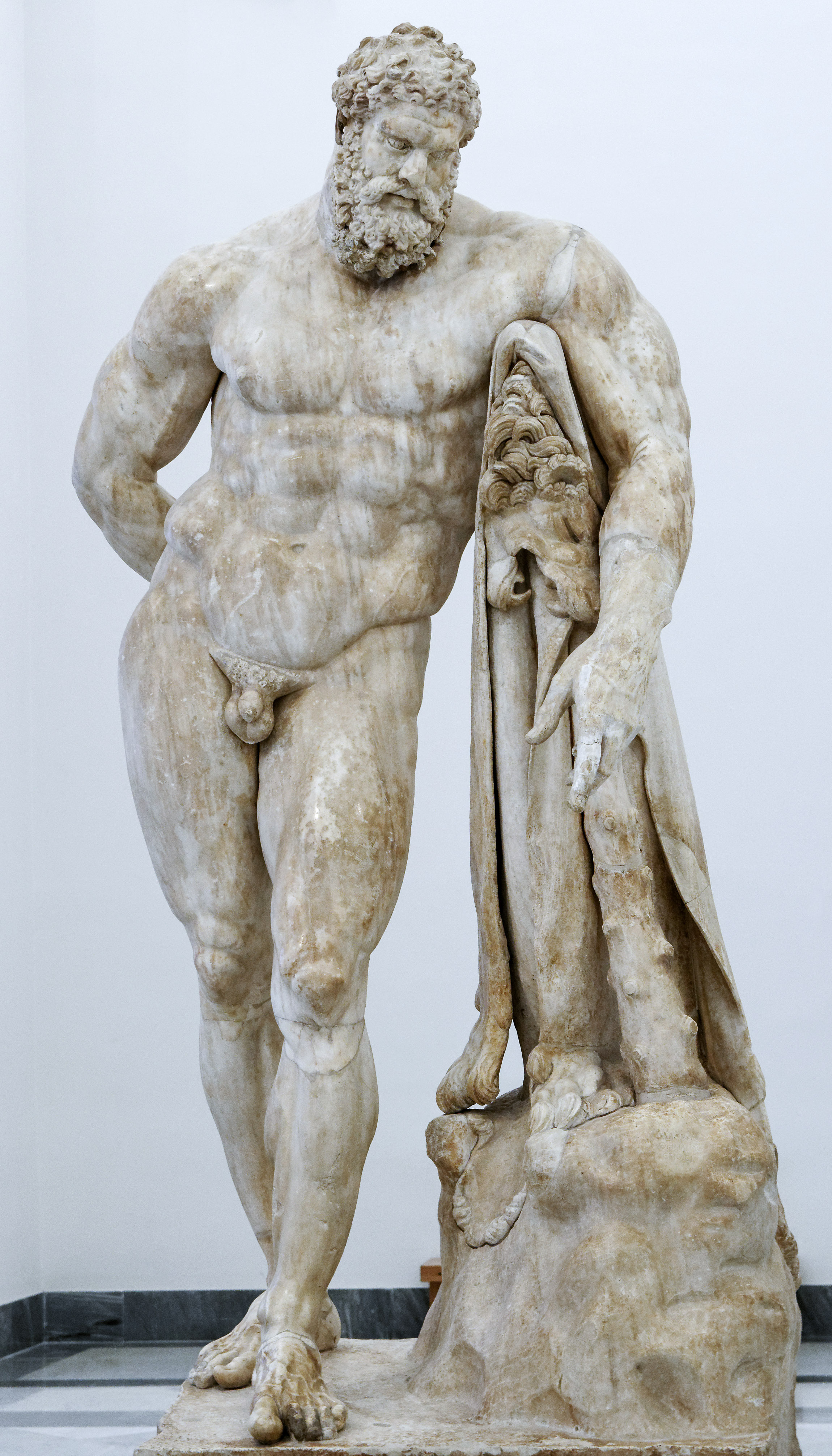
Der Herakles Farnese

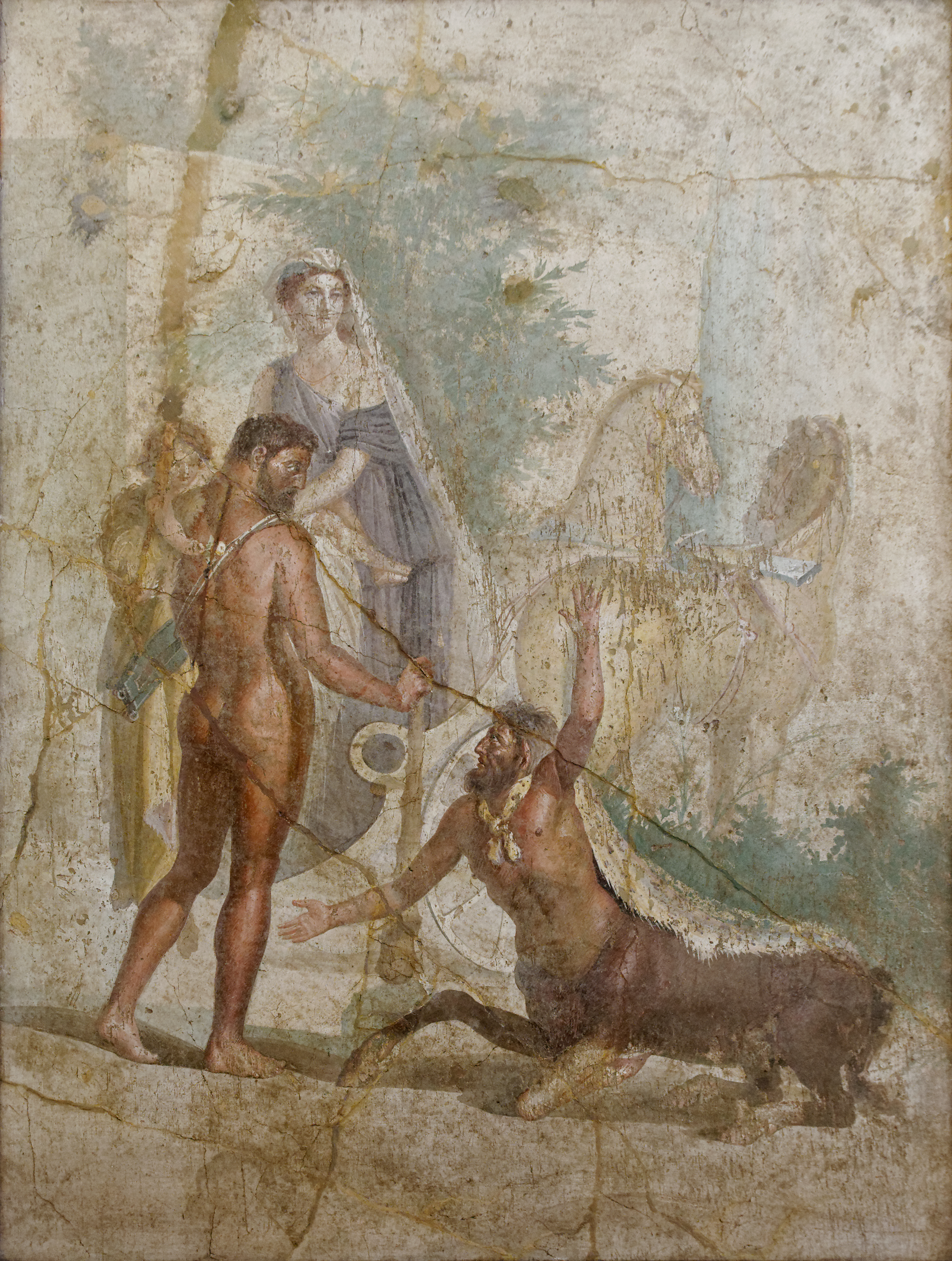
Herakles, Deïaneira und Kentaur Nessos. Antikes Fresko aus Pompeji.

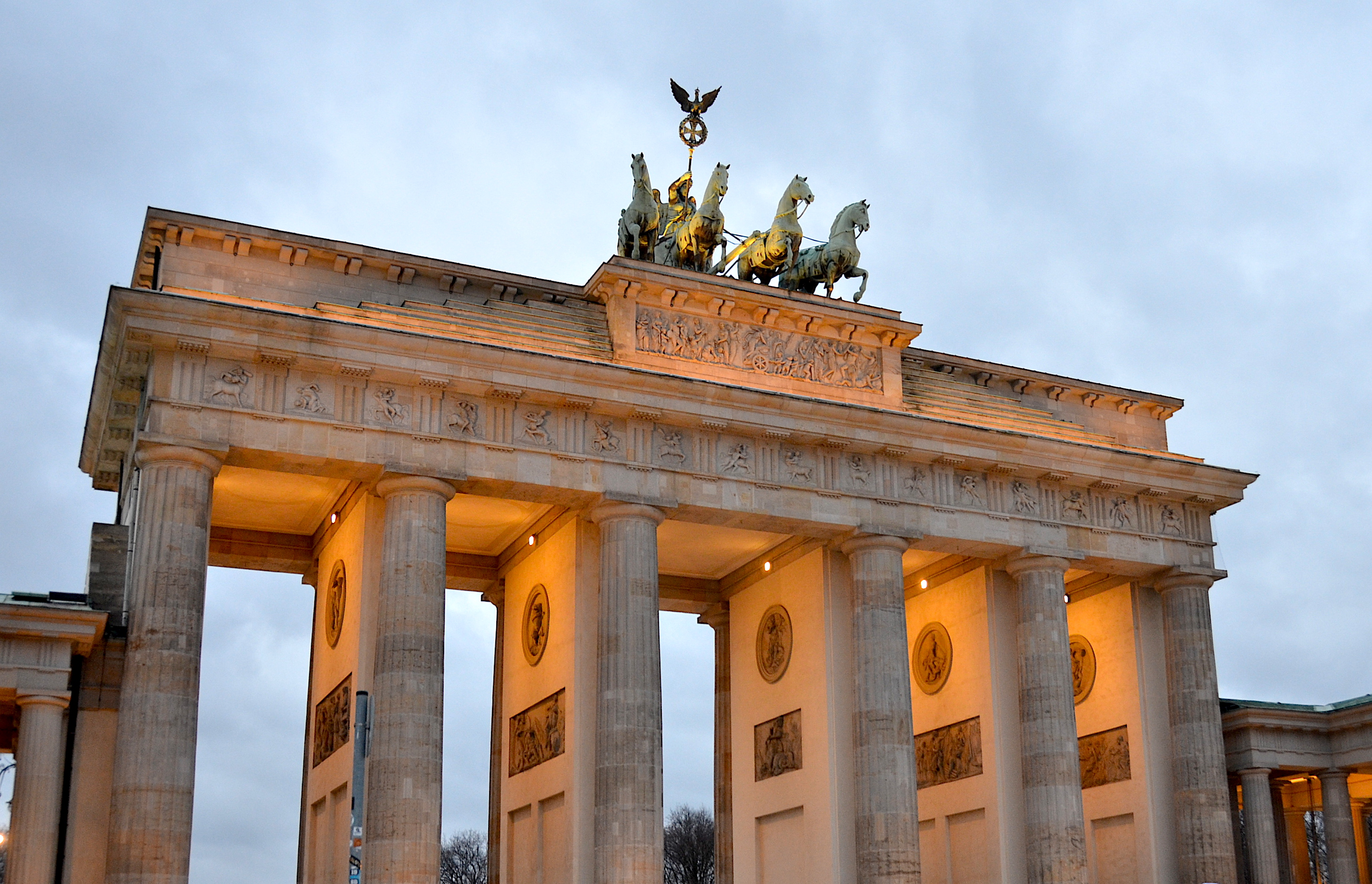
Brandenburger Tor mit Durchgangreliefs der Herkulessage

Herakles oder Herkules (altgriechisch Ἡρακλῆς Hēraklḗs, lateinisch Hercules) ist ein Heros in der griechischen Mythologie. Dem für seine Stärke berühmten Held wurden nach seinem Tod durch die Aufnahme in den Olymp göttliche Ehren zuteil. Seine Attribute sind das Fell des Nemeischen Löwen, Keule, Bogen und Köcher.
Gemäß den verschiedenen Sagen, die sich um den Halbgott Herakles ranken, war er der Sohn des Zeus und der Alkmene, Zwillingsbruder des Iphikles, erster Gatte der Megara, zweiter Gatte der Omphale, Gatte der Deïaneira und der Auge und nach seinem Tode Gatte der Göttin Hebe, außerdem Geliebter der Iole und des Abderos und Vater zahlreicher Kinder. Herakles war Vetter und Freund des Oionos, Urgroßvater des Hippotes und des Deiphontes und Vorfahre des Polyphontes. Sein Ziehvater ist Amphitryon. Über die Genealogie seiner Mutter gehört er zum Geschlecht der Perseiden. Seine Gegenspielerin war Hera, die Gattin des Zeus, die Herakles verfolgte und ihm mehrfach schweres Leid zufügte.
Neben dieser Hauptform gab es in der Antike noch eine weitere Auffassung des Herakles, die in ihm den ältesten der Brüder, die unter dem Namen der kretischen Daktylen bekannt waren, sah. Dieser Herakles Idaios war der Begründer der Olympischen Spiele.

## Leben gemäß dem griechischen Mythos

### Geburt

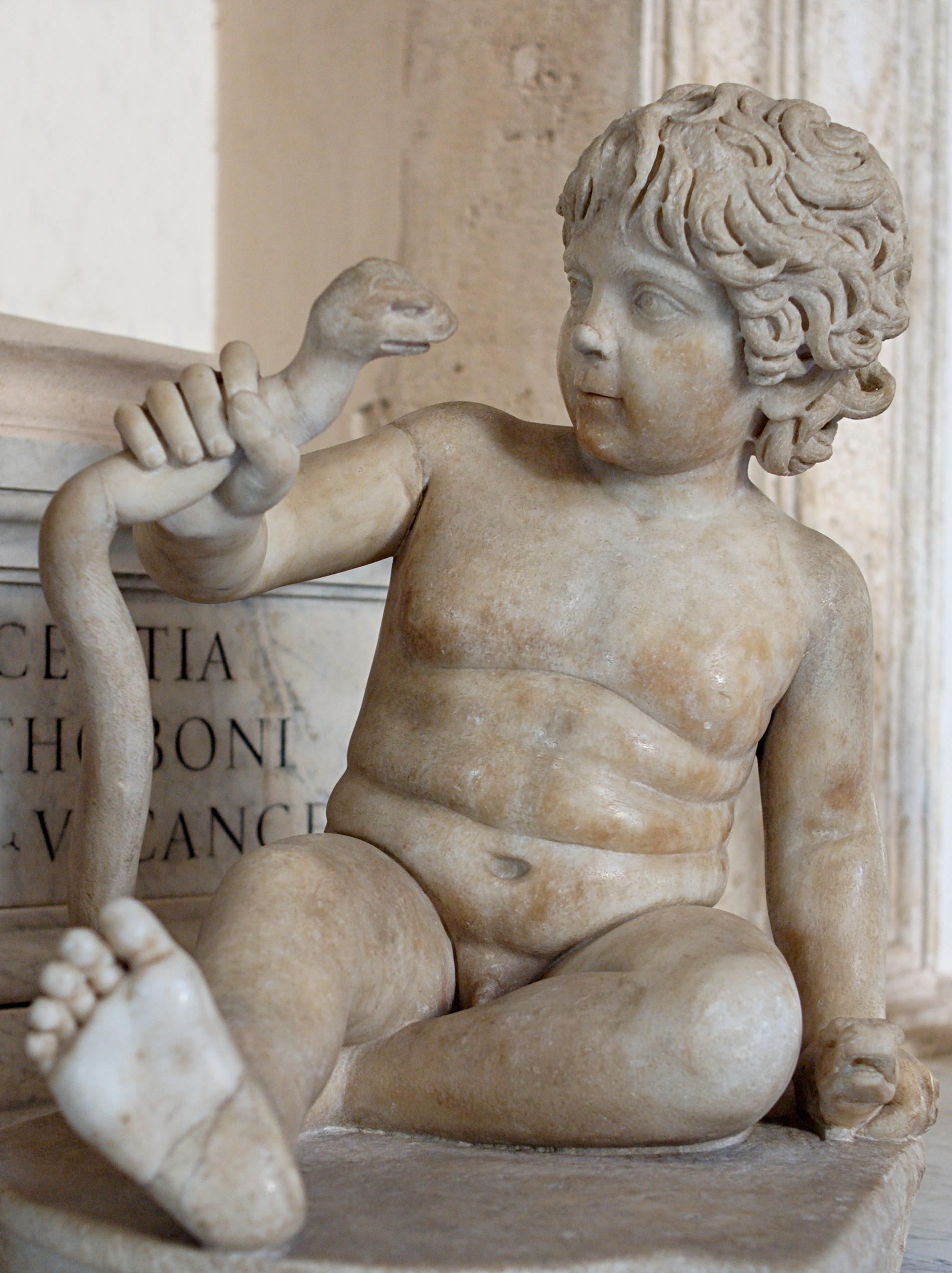
Herakles mit einer Schlange, Werk aus dem 2. Jahrhundert in den Kapitolinischen Museen in Rom

Zeus verliebte sich einst in die schöne Alkmene. Ihr Gemahl Amphitryon war aus Mykene geflohen, da er seinen Onkel und Schwiegervater Elektryon erschlagen hatte. Daraufhin kam Zeus zu Alkmene in Gestalt ihres Ehemannes und zeugte mit ihr Herakles. Als Amphitryon von seiner Reise zurückkehrte, kam der Betrug zutage. Er verzieh seiner unwissenden Frau und zeugte mit ihr Iphikles, Herakles’ Zwillingsbruder. Alkmene gebar also zwei Söhne – Herakles, Spross eines Gottes und einer Sterblichen, und Iphikles, Nachkomme zweier Sterblicher. So wurde Herakles in Theben geboren. Hera, die Gemahlin des Zeus, wurde aus Eifersucht zur lebenslangen Verfolgerin des Herakles. Als die Geburt von Herakles und seinem Zwillings-Halbbruder Iphikles bevorstand, verkündete Zeus, dass das erstgeborene Kind aus dem Hause des Perseus, des Großvaters der Alkmene, der Herr über Mykene werden solle. Darum hatte Hera ihn gebeten, um ihn überlisten zu können. Sie verzögerte die Wehen von Alkmene, so dass zuerst Eurystheus, Sohn des Sthenelus, eines Onkels Amphitryons, zur Welt kam und erst dann Herakles, der somit diesem untertan war.
Alkmene setzte den Säugling aus Angst vor Heras Rache aus. Dessen Halbschwester Athene nahm ihn und brachte ihn zu Hera. Diese erkannte Herakles nicht und säugte ihn aus Mitleid. Dabei sog Herakles jedoch so stark, dass er Hera Schmerzen zufügte und diese ihn von sich stieß. Die Milch spritzte über den Himmel und bildete dort die Milchstraße. Doch mit der göttlichen Milch erhielt Herakles übernatürliche Kräfte. Athene brachte das Kind zu seiner Mutter zurück und Herakles wuchs fortan bei seinen Eltern auf. 
Er war nur wenige Monate alt, als Hera zwei riesige Schlangen in das Gemach der Kinder schickte. Iphikles weinte vor Angst, doch da ergriff sein Bruder die beiden Schlangen und erwürgte sie. Der Seher Teiresias, den der erstaunte Amphitryon kommen ließ, prophezeite dem Kind eine ungewöhnliche Zukunft. Zahlreiche Ungetüme werde er besiegen.

### Erziehung
Herakles wurde in den Künsten des Wagenlenkens, Bogenschießens, Fechtens, im Faustkampf und Ringen unterrichtet. Auch wurde ihm der Gesang und das Spielen auf der Leier beigebracht. Er war zwar sehr gelehrig, doch lebenslang bis zum Wahnsinn jähzornig. So erschlug er seinen Musiklehrer Linos mit der Leier, als dieser ihn zu Unrecht tadelte. Sein Pflegevater König Amphitryon schickte ihn daraufhin, wohl aus Furcht vor seiner ungebändigten Kraft, auf den Kithairon zu seinen Rinderherden. Hier wuchs er unter den Hirten zu einem Jüngling heran.
In diese Zeit verlegt der Sophist Prodikos die sinnreiche Fabel von „Herakles am Scheideweg“. Der junge Herakles begegnet an einer Weggabel zwei Frauen. Die eine trägt kostbare Gewänder und verspricht ihm ein Leben voll Genuss und Reichtum. Die andere, schlicht gekleidet, warnt ihn dagegen: „Von dem Guten und wahrhaft Schönen geben die Götter den Menschen nichts ohne Mühe und Fleiß.“ Im Streitgespräch debattieren die beiden Frauen, die die Glückseligkeit (Εὐδαιμονία Eudaimonía) und die Tugend (Ἀρετή Aretḗ) darstellen, die Vorzüge und Nachteile der zwei Lebenswege. Herakles entscheidet sich schließlich, der Tugend zu folgen.

### Erste Abenteuer
Vom achtzehnjährigen Herakles berichtet Apollodor folgendes Abenteuer:

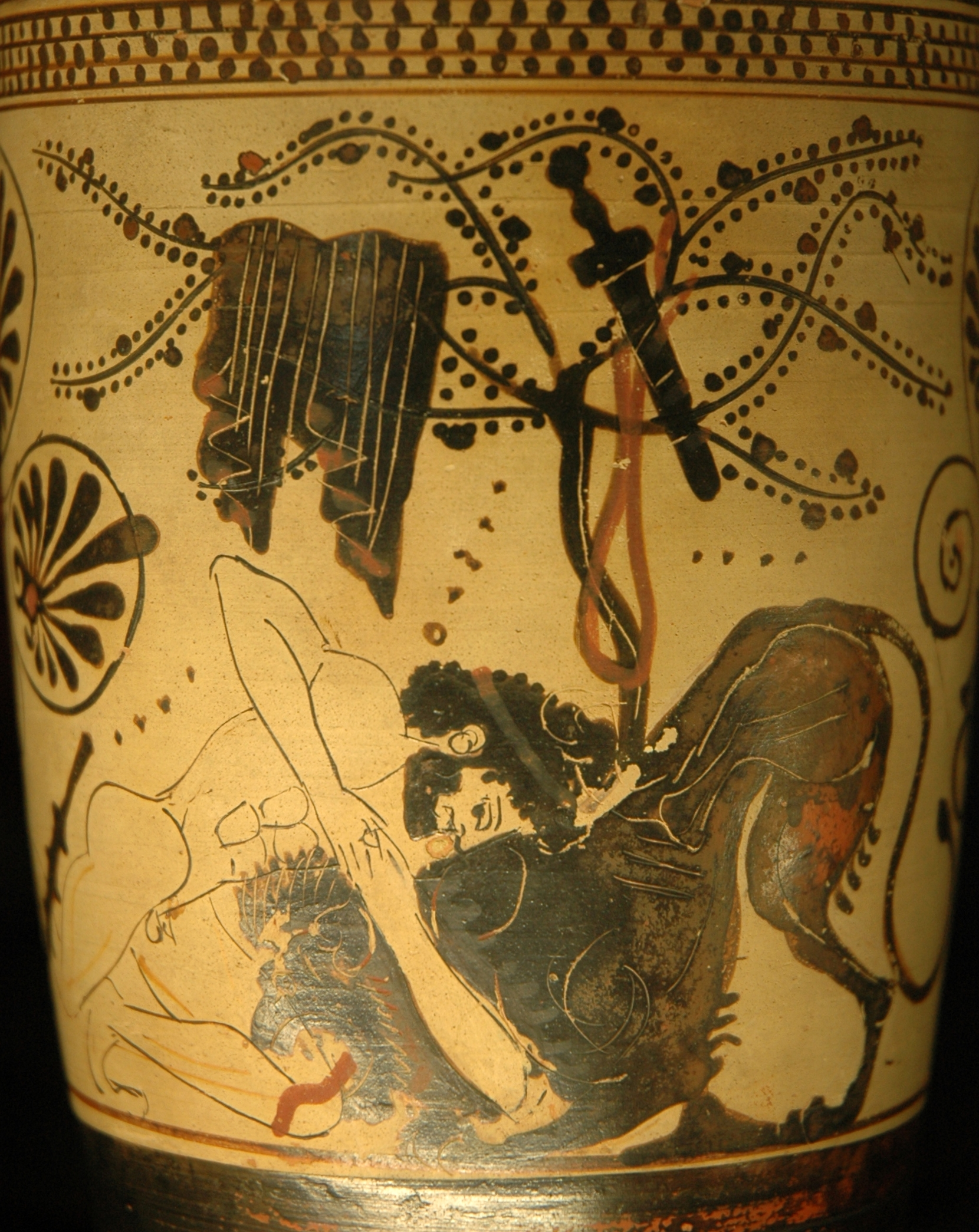
Herakles und der Nemeische Löwe, Vase von 500–475 v. Chr., Louvre

Auf dem Kithairon, an welchem die Herden des Amphitryon und die des Thespios weideten, hauste ein Löwe, den Herakles zu bekämpfen unternahm. Thespios gab dem jungen Helden währenddessen 50 Tage hindurch jede Nacht je eine seiner 50 Töchter, von denen darauf 50 Söhne geboren wurden. Nach langem Kampf erlegte Herakles den Löwen und trug seitdem dessen Haut statt seines gewöhnlichen Gewandes und dessen Kopf als Helm.
Später kam noch die aus einem Ölbaum bei Nemea gefertigte Keule hinzu; sein römischer Beiname Claviger lässt sich aus dieser Episode ableiten.
Bei seiner Rückkehr nach Theben begegnete Herakles den Gesandten des orchomenischen Königs Erginos, welche einen den Thebanern abgerungenen Tribut von 100 Ochsen holen wollten. Herakles schnitt den Gesandten Nasen und Ohren ab, schickte sie gefesselt nach Hause und zwang in dem darauffolgenden Krieg die Orchomenier, den empfangenen Tribut doppelt zurückzuerstatten. Es kam zur Schlacht zwischen den Minyern und den Thebanern, die Herakles mit außerordentlichen Taten für Theben gewann. Schnell verbreitete sich der Ruhm seiner Taten. Kreon, der König von Theben, gab ihm zum Lohn seine Tochter Megara zur Frau, mit der er drei Söhne zeugte.

### Die Arbeiten (ἔργα / πόνοι)
Dann rief Eurystheus, dem Herakles als Zweitgeborener untertan war, ihn in seine Dienste, doch Herakles verweigerte die Dienstbarkeit. Da überzog die rachsüchtige Hera ihn mit Wahnsinn. Darin verfangen, tötete Herakles seine mit Megara gezeugten Kinder – laut der Darstellung des Euripides in der Tragödie Herakles zudem Megara selbst.
Als der Anfall von ihm gewichen war und er seine schreckliche Tat vor Augen sah, ergriff ihn tiefe Bekümmernis. Schließlich fragte er das Orakel von Delphi um Rat. Da antwortete die Pythia: „Entsühnung für deine schreckliche Mordtat erlangst du nur, wenn du dich zwölf Jahre in den Dienst des Eurystheus stellst und die von ihm geforderten Taten erfüllst.“ In jenem Orakel soll er das erste Mal Herakles genannt worden sein, als der Held, welcher durch die Verfolgungen der Hera Ruhm erlange, während er bisher nach Amphitryons Vater Alkaios Alkeides oder Alcides geheißen hatte. Herakles tat, wie ihn das Orakel geheißen hatte. Bewaffnet mit einer Keule, die er selbst geschnitzt hatte, einem von Hermes geschenkten Schwert sowie einem Bogen, den er von Apollon erhalten hatte, ging er nach Tiryns zu König Eurystheus.
Dieser gab ihm insgesamt zwölf Aufgaben – im Griechischen ἔργα érga „Arbeiten“ (Plural zu ἔργον érgon) genannt. Sie waren Ausfluss und Folge der von der zürnenden Hera veranlassten ponoi (Plural zu πόνος pónos, ebenfalls „Arbeit“, insbesondere aber die „mühsame, ermattende Arbeit“): Unterordnung gegenüber Eurystheus, Wahnsinn und weiteres. Die griechische Mythologie kannte mit Ponos einen eigenen Daimon für derlei Erscheinungen. Herakles bewältigte alle Aufgaben, obwohl Hera die ponoi durch das Hervorbringen weiterer Ungeheuer, etwa eines Krebses im Kampf gegen die Hydra, noch verschärfte. Nach ihrer Vollbringung spricht man meist von den Zwölf Taten des Herakles.
In der griechischen Literatur ab hellenistischer Zeit wurden die zwölf Taten unter dem in den Fachwissenschaften üblichen Begriff Dodekathlos (eigentlich δωδεκάεθλος dōdekáethlos, deutsch ‚zwölfmal gesiegt habend‘) zusammengefasst. Das deutsche Wort „Herkulesaufgabe“ leitet sich von dem immensen Umfang jeder dieser zwölf Aufgaben ab.
| Bild | Nr. | Tat                                                                   | Anmerkungen |
| ---- | --- | --------------------------------------------------------------------- | --- |
|      | 01. | Erlegung des Nemeischen Löwen                                         | Er schnürte ihm die Kehle zu, bis der Löwe erstickte. Dessen Fell trug er von nun an – es machte ihn nahezu unverwundbar. |
|      | 02. | Tötung der neunköpfigen Hydra (Lernäischen Schlange)                  | Er brannte jeden der enthaupteten Hälse aus, sodass keine neuen Köpfe mehr nachwachsen konnten. Den Rumpf der Hydra spaltete er in zwei Teile; in ihr giftiges Blut oder ihre Galle tauchte er seine Pfeile, die seitdem unheilbare, tödliche Wunden schlugen. |
|      | 03. | Einfangen der Kerynitischen Hirschkuh                                 | Er jagte sie ein ganzes Jahr lang, bis er sie endlich einfing – entweder mit einem Netz, das er über die schlafende Hindin warf, oder indem er ihre beiden Vorderläufe mit einem Pfeil durchschoss und sie somit fesselte.                                     |
|      | 04. | Einfangen des Erymanthischen Ebers                                    | Er trieb ihn aus dem Wald in ein Schneefeld hinein. Der Eber ermüdete rasch. |
|      | 05. | Ausmisten der Rinderställe des Augias                                 | Da dies eine entehrende Arbeit war, musste Herakles hier einen besonderen Weg wählen, nämlich zwei nahegelegene Flüsse (Alpheios und Peneios) durch den Stall leiten.                                                                                          |
|      | 06. | Vertreibung der Stymphalischen Vögel                                  | Er bekam von Athene zwei große metallene Klappern. Mit deren Hilfe konnte er die Vögel aufscheuchen und einzeln mit seinen vergifteten Pfeilen töten. |
|      | 07. | Einfangen des Kretischen Stiers                                       | Herakles bändigte den Stier und brachte ihn zu Eurystheus, zeigte ihn ihm und ließ den Stier sogleich frei. |
|      | 08. | Zähmung der menschenfressenden Rosse des Diomedes                     | Er warf ihnen zuerst Diomedes selbst zum Fraß vor. Nachdem sie ihren Gebieter aufgefressen hatten, konnte Herakles sie gezähmt in Richtung Meer führen. |
|      | 09. | Herbeischaffung des Gürtels der Amazonenkönigin Hippolyte             | Hippolyte übergab ihm den Gürtel freiwillig. Aufgrund einer Intrige durch Hera kam es schließlich doch zum Kampf, Herakles tötete Hippolyte und kehrte nach Griechenland zurück.                                                                               |
|      | 10. | Raub der Rinderherde des Riesen Geryon                                | Geryon forderte Herakles zum Kampf heraus. Herakles tötete ihn mit einem Giftpfeil. Hera, die zur Unterstützung des Geryon gekommen war, wurde von Herakles ebenfalls verwundet und in die Flucht geschlagen.                                                  |
|      | 11. | Herbeischaffung der goldenen Äpfel der Hesperiden                     | Dafür musste er bis zu den Säulen des Herakles. Durch eine List bewog er Atlas, den Vater der Hesperiden, ihm die Äpfel zu pflücken. |
|      | 12. | Heraufbringen des Wachhundes der Unterwelt, Kerberos, an die Oberwelt | Hades erlaubte Herakles, den Hund zeitweise aus der Unterwelt zu entfernen. Herakles rang ihn ohne Waffen nieder und brachte ihn zu Eurystheus. |

Das Motiv der zu bewältigenden Aufgaben findet sich als ältestes bekanntes dichterisches Werk bei Peisandros von Kameiros (7./6. Jahrhundert v. Chr.). In verschiedenen Überlieferungen und Aufzeichnungen des Heraklesmythos ist die Zusammensetzung und Reihenfolge teilweise unterschiedlich angegeben.
Eine weitere Erzählung stellt dar, wie Herakles als Buße für seinen Jähzorn der lydischen Königin Omphale drei Jahre als Sklave diente. In diese Zeit der Knechtschaft verlegt Apollodor die Teilnahme des Herakles am Argonautenzug gemeinsam mit seinem Freund Hylas, ebenfalls die Sage um die Jagd des Kalydonischen Ebers sowie die Bestrafung des Syleus, Lytierses und der Kerkopen.

### Die Nebenarbeiten (πάρεργα)
Herakles musste gegen zahlreiche Kontrahenten bestehen, die sich ihm bei seinen Reisen zu den zwölf aufgetragenen Missionen des Eurystheus in den Weg stellten. Diese Auseinandersetzungen standen nicht in direkter Verbindung mit den Aufgaben des Eurystheus und wurden bereits in der Antike als Nebenarbeiten (πάρεργα párerga) bezeichnet; dennoch musste Herakles diese meistern, um seine Reise fortsetzen zu können. So kam es, dass der Heros gegen Kentauren und Amazonen zu kämpfen hatte und sogar Iason beim Zug der Argonauten unterstützte.
Als er von der Reise zum goldenen Vlies zurückkehrte, kam ihm zu Ohren, dass Laomedon, der König Trojas, seine unsterblichen Pferde demjenigen versprach, der seine Tochter Hesione retten würde. Ein Jahr zuvor bestrafte Zeus die Götter Poseidon und Apollon wegen einer Dreistigkeit. So kam es, dass der Gott über die Meere und der Gott der Musik ein ganzes Jahr lang Laomedon dienen mussten. Poseidon errichtete die als unüberwindbar geltenden Mauern Trojas und Apollon hütete die beachtlichen Herden des Königs. Nachdem das Jahr der Buße vorbei war, verlangten die beiden Götter ihren Lohn von Laomedon, der ihnen aber die Entlohnung verweigerte. Apollon und Poseidon schworen Rache an Troja und Laomedon. Der Gott der Musik brachte die Pest über die Bewohner der Stadt und Poseidon entsandte ein Meeresmonster, das troische Ketos, das sie terrorisierte. In ihrer Verzweiflung wandten sich die Bewohner an das Orakel von Delphi, das ihnen prophezeite, dass nur die Opferung der Hesione die Flüche der Götter aufheben könnte. Hesione wurde an einen Fels gekettet und dem Ketos als Opfer angeboten. Herakles aber gelang es, Hesione zu retten, indem er das Meerungeheuer erschlug. Der König brach auch das Versprechen an Herakles, ihm die Pferde des Zeus zu überreichen. Herakles zog stillschweigend von dannen, doch insgeheim wusste er, dass sein Tag der Rache schon bald kommen würde. Als Herakles von seinem Sieg über die Amazonen aus Themiskyra zurückkehrte, wohin ihn eine der Aufgaben des Eurystheus befohlen hatte, war der Tag der Vergeltung gekommen. Mit seinen Gefährten drang Herakles gewaltsam in Troja ein, tötete König Laomedon und löschte dessen ganze Familie – bis auf die Tochter Hesione und auf deren Bitten den jüngsten Sohn Priamos – aus. Priamos nahm Jahre später seines Vaters Thron ein.

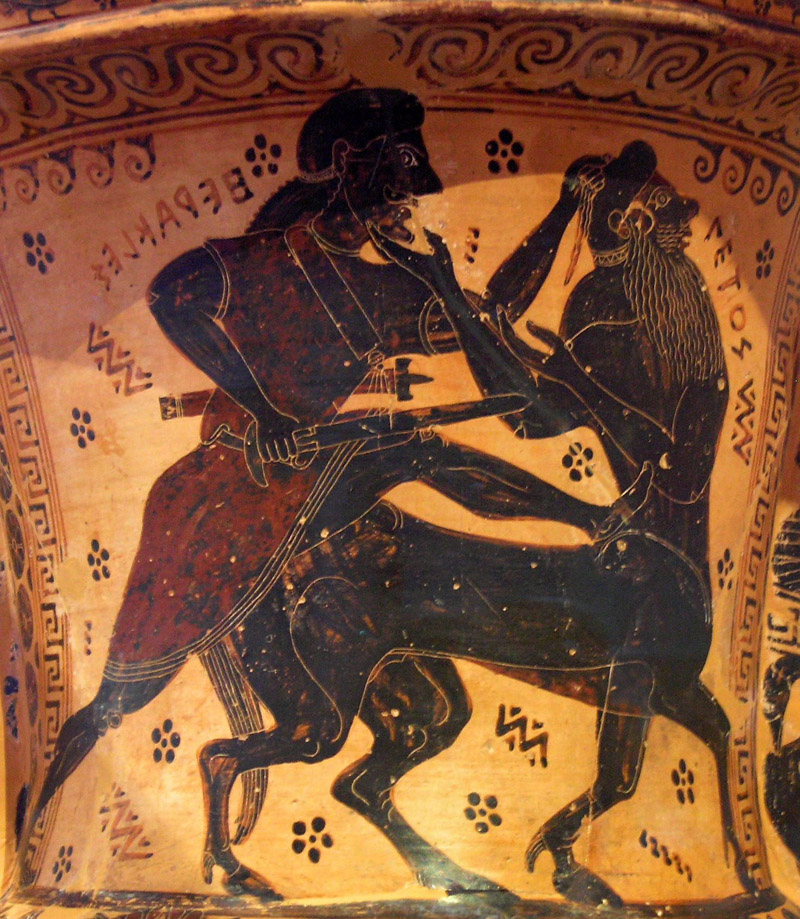
Nessos-Amphora (ca. 620–610 v. Chr.): Herakles kämpft mit dem Kentauren Nessos (Archäologisches Nationalmuseum, Athen)

Herakles machte die Königstochter Deïaneira zu seiner zweiten Frau. Eines Tages mussten beide einen Fluss überqueren, der Hochwasser führte. Der Kentaur Nessos erbot sich, die junge Frau trockenen Fußes auf seinem Rücken hinüberzutragen, galoppierte aber dann mit ihr davon. Herakles schoss ihm einen seiner tödlichen Pfeile nach. Als der getroffene Nessos im Sterben lag, gab er der Frau einen tückischen Rat: „Fange ein wenig von meinem Blut auf und bewahre es. Wenn du fürchtest, die Liebe des Herakles zu verlieren, tränke damit sein Gewand, und er wird nie wieder eine andere Frau als dich ansehen.“ Sein Blut aber war durch den Todespfeil vergiftet.

### Nessoshemd und Tod
Jahre später wandte sich Herakles der erbeuteten schönen Iole zu. Da ließ ihm die eifersüchtige Deïaneira das von ihr blutgetränkte Untergewand (das als „Nessoshemd“ oder „Lichashemd“ zur stehenden Redensart geworden ist) durch den Diener Lichas überbringen, der nicht ahnte, dass er seinem Herrn durch diesen Dienst schaden würde. Nachdem Herakles es übergeworfen hatte, befielen den Helden entsetzliche Schmerzen. Er versuchte, das Hemd abzulegen, doch es hatte sich fest mit seiner Haut verbunden, sodass er zugleich sein Fleisch mit abriss. Deïaneira tötete sich aus Verzweiflung. Um seinen unerträglichen Qualen ein Ende zu bereiten, schichtete Herakles auf dem Berg Oite einen Scheiterhaufen und ließ sich durch Philoktetes darauf lebend verbrennen. Der Berg Oite war durch das Orakel von Delphi einst für das Ende des Herakles verkündet worden. Zudem traf die Prophezeiung ein, dass er durch jemanden sterben sollte, der selbst nicht mehr am Leben war. Doch wurde er aus den Flammen zum Olymp entrückt, dort erlangte er die Unsterblichkeit. Seine Qualen endlich begütigten Hera, und Herakles wurde mit ihrer Tochter Hebe, der Göttin der Jugend, vermählt.

## Kultische Verehrung

### Römisches Reich

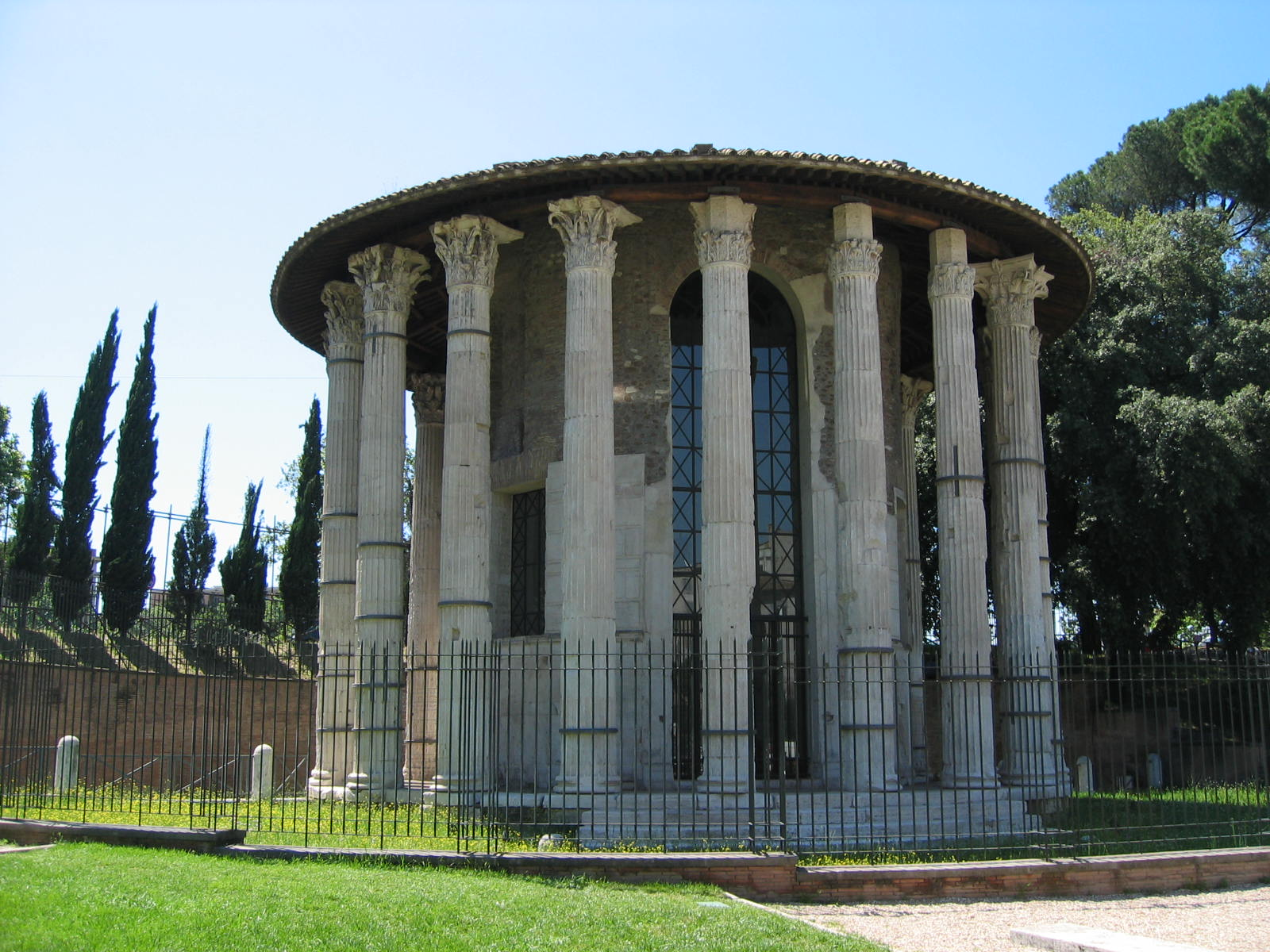
Herkulestempel in Rom

Sein Kult verbreitete sich um das Mittelmeer. Die Römer verehrten Herakles unter dem lateinischen Namen Hercules (der aus dem etruskischen Hercle und dem griechischen Namen per Synkope entstanden ist) wie die Griechen als Gott. Dieser unterscheidet sich jedoch in einer Reihe von Mythen von seinem griechischen Pendant. An seinem Tempel auf dem Forum Boarium gelobten ihm Geschäftsleute bei Antritt ihrer Reisen einen Zehntel ihres Gewinnes.

### Seleukiden und Parther

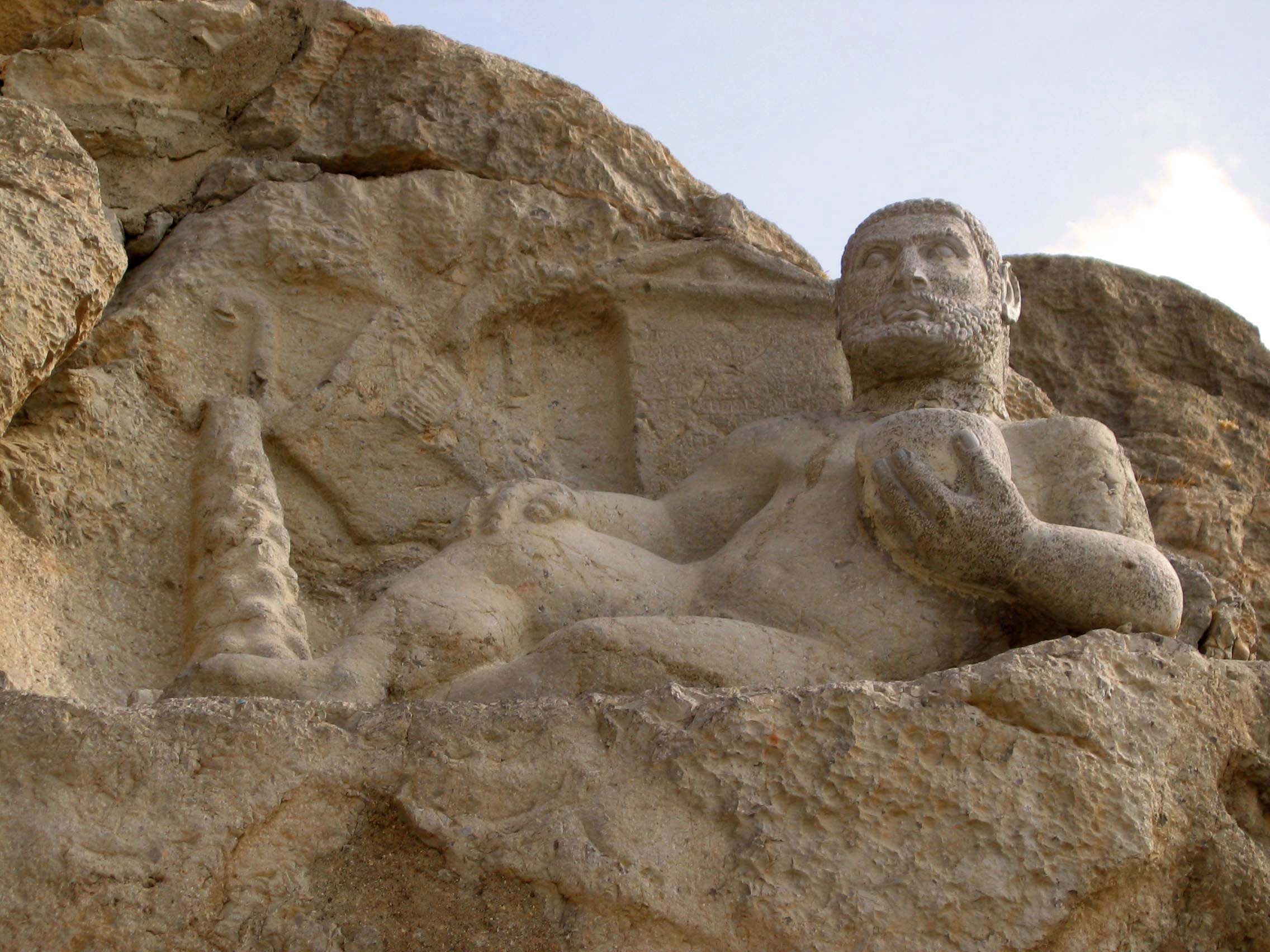
In den Felsen gehauene Heraklesstatue; die Inschrift datiert sie auf 148 v. Chr.

Der Kult des Herakles erfreute sich auch der Beliebtheit im seleukidischen und im parthischen Reich. Der Tempel von Masdschid-i Solaiman im heutigen Iran könnte ihm geweiht gewesen sein. Es fanden sich dort Reste einer Herakles-Statue. Die Datierung der Tempelanlage in die seleukidische Zeit, wie sie von Ausgräbern vorgeschlagen wurde, ist unsicher. Aus dem Jahr 148 v. Chr. stammt ein Felsrelief bei Bisutun, das Herakles liegend zeigt. Der Gott wird in der dazu gehörigen Weiheinschrift ausdrücklich genannt. Es ist aber trotzdem nicht sicher, inwieweit er im vorderasiatischen Raum mit Verethragna oder anderen Gottheiten identifiziert wurde. Aus Dura Europos stammen mehr als 30 Reliefs und Skulpturen des Herakles. Auch hier ist es nicht immer sicher, ob Herakles mit einem asiatischen Gott gleichgesetzt wurde. Es gibt jedoch Anzeichen, dass Herakles an sich verehrt wurde.

### Schriftliche Quellen
Quellen für den Heraklesmythos finden sich in griechischer und lateinischer Literatur in großer Zahl. So unterschiedlich wie die jeweiligen Literaturgattungen ist auch die Funktionalisierung der Figur des Herakles (admirative, sympathetische, ironische oder sogar negative Identifikation).
Griechische Quellen sind unter anderem Homer, Ilias und Odyssee; Pseudo-Hesiod, Schild des Herakles; Pindar; Bakchylides; Sophokles, Die Frauen von Trachis; Sophokles, Philoktetes; Euripides, Herakles; Aristophanes, Vögel; Theokrit, Idyll 13 und 24; Apollonios von Rhodos, Argonautica 1; Kallimachos, Hekale, Aitia und Artemis-Hymnos; Diodor 4,8–55; Bibliotheke des Apollodor 2,4,8–2,7,7.
Lateinische Quellen sind unter anderem Vergil, Aeneis 8; Properz, Elegien 4,9; Ovid, Metamorphosen 9; Seneca, Hercules furens und Hercules Oetaeus; Silius Italicus, Punica; Hyginus, Fabulae 29–36.

### Herakles in der antiken Kunst
Die Amphora aus Vulci im Britischen Museum oder die Statue des Herakles aus Seleukia im Irakischen Nationalmuseum sind Beispiele der Heraklesrezeption in der antiken bildenden Kunst.

## Gleichsetzungen

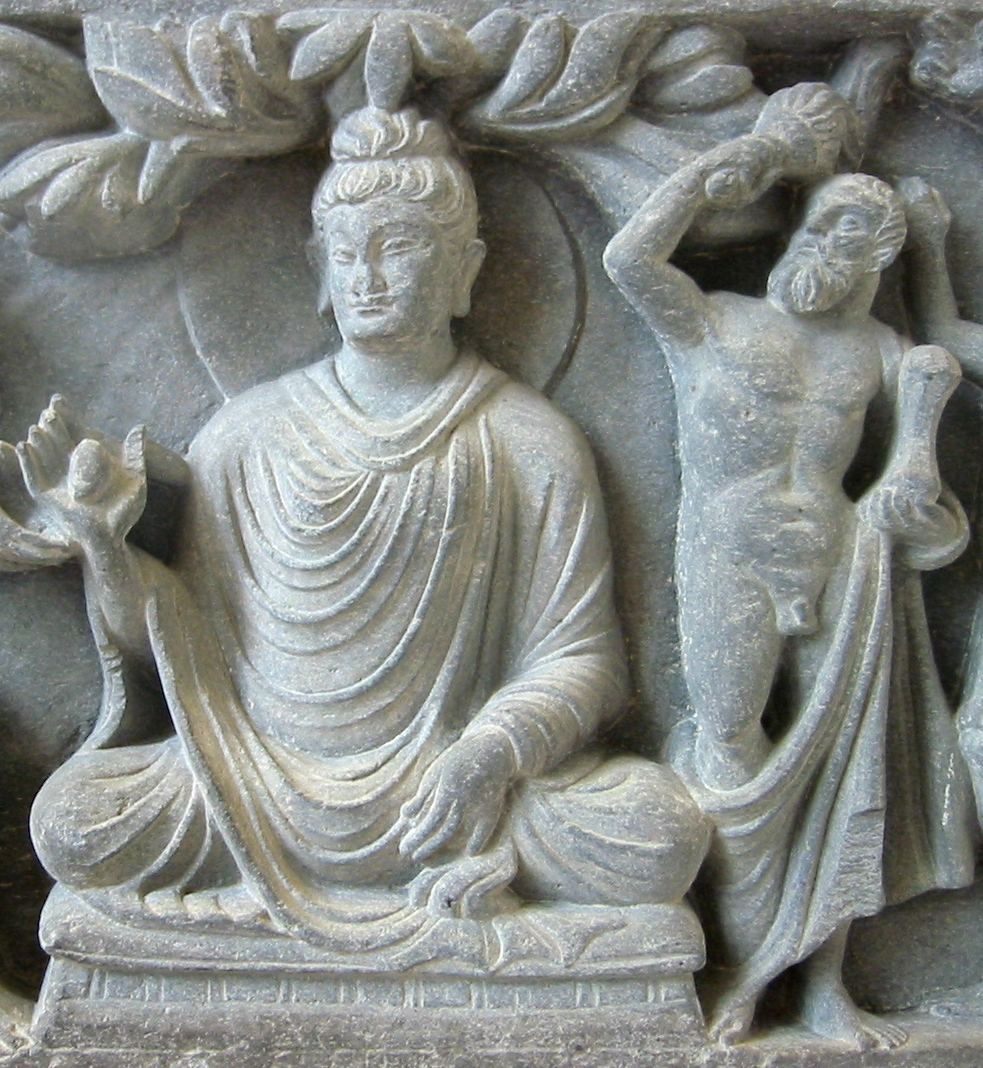
Herakles ähnelnde Darstellung der buddhistischen Schutzgottheit Vajrapani, rechts neben Buddha, Gandhara (heute Pakistan) 2. Jh., Britisches Museum

Körperliche Merkmale des germanischen Gewittergotts Thor (Haarfarbe, Bart) sowie seine Auseinandersetzung mit der Midgardschlange zeigen Analogien sowohl zu Herakles (der mit Blitz und Donner in den Olymp entrückt wurde) als auch zu Indra, dem vedischen Donnergott, worauf schon Hermann Oldenberg verwies. Leopold von Schroeder arbeitete die gemeinsamen Züge der Mythen von Herakles und Indra noch deutlicher heraus. Die beiden jungen unbeherrschten, mit übermenschlicher Kraft ausgestatteten Heroen vollbringen ähnliche Heldentaten (Befreiung der Kühe aus der Höhle des Riesen, Kentaurenkampf, Kampf mit der lernäischen Hydra). Walter Burkert hält den Herakles-Mythos für einen vorgriechischen (thrakischen?) Hirtenmythos, der Ähnlichkeiten mit dem Indra-Mythos aufweise; er enthalte schamanistische Elemente.
In hellenistischem Zusammenhang wurde Herakles manchmal mit dem babylonischen Nergal gleichgesetzt. Der Kult des Nergal-Herakles ist aus Hatra und Palmyra belegt. In Hatra scheint dem Herakles-Nergal der Hund als Symboltier zugeordnet gewesen zu sein. Wie in früherer Zeit war er auch Beschützer der Stadttore. Im kilikischen Tarsos findet sich eine Gleichsetzung mit dem Gott Sandan. Die ältesten Darstellungen der buddhistischen Schutzgottheit Vajrapani aus Gandhara (heute Westpakistan) ähneln Herakles so auffallend, dass die Vajrapaniverehrung auf den Herakleskult zurückgehen könnte. Bilder, die eindeutig Herakles darstellen, sind aus Gandhara bekannt.

### Germanischer und Deutscher Herkules
Tacitus erwähnte in der Germania Herkules neben Mars als germanischen Gott.
Johannes Aventinus erwähnt einen „deutschen Herkules“ unter dem Namen Alman: 

„der letzte König in Germanien Alman, der Teutsche Hercules, ein Held und grosser Krieger hat im 64. Jahr regieret, von dem unsere Altvätter noch vorhandene Teutsche Reimen gesungen: Er hat einen lebendigen Löuen mit sich herum geführet, dahero ihn der gemeine Mann Arkle und Aerkle, das ist, der Held mit dem argen Löuen genennet, daraus die Rämer ihrer art nach Hereules gemacht“

 Der Name Alman ist möglicherweise vom Namen der Alamannen hergeleitet.
Philipp von Zesen leitete von diesem Alman oder Alamannus den Namen des Genfersees Lacus Lemannus her, wie auch die Namen Almansweiler und Almanshofen. In der Sage wird der Name von Allmannsdorf bei Konstanz durch einen „ungarischen Herrn, Alman von Stoffen“ erklärt, der dort zur Regierungszeit des Septimius Severus gehaust haben soll.

## Rezeption

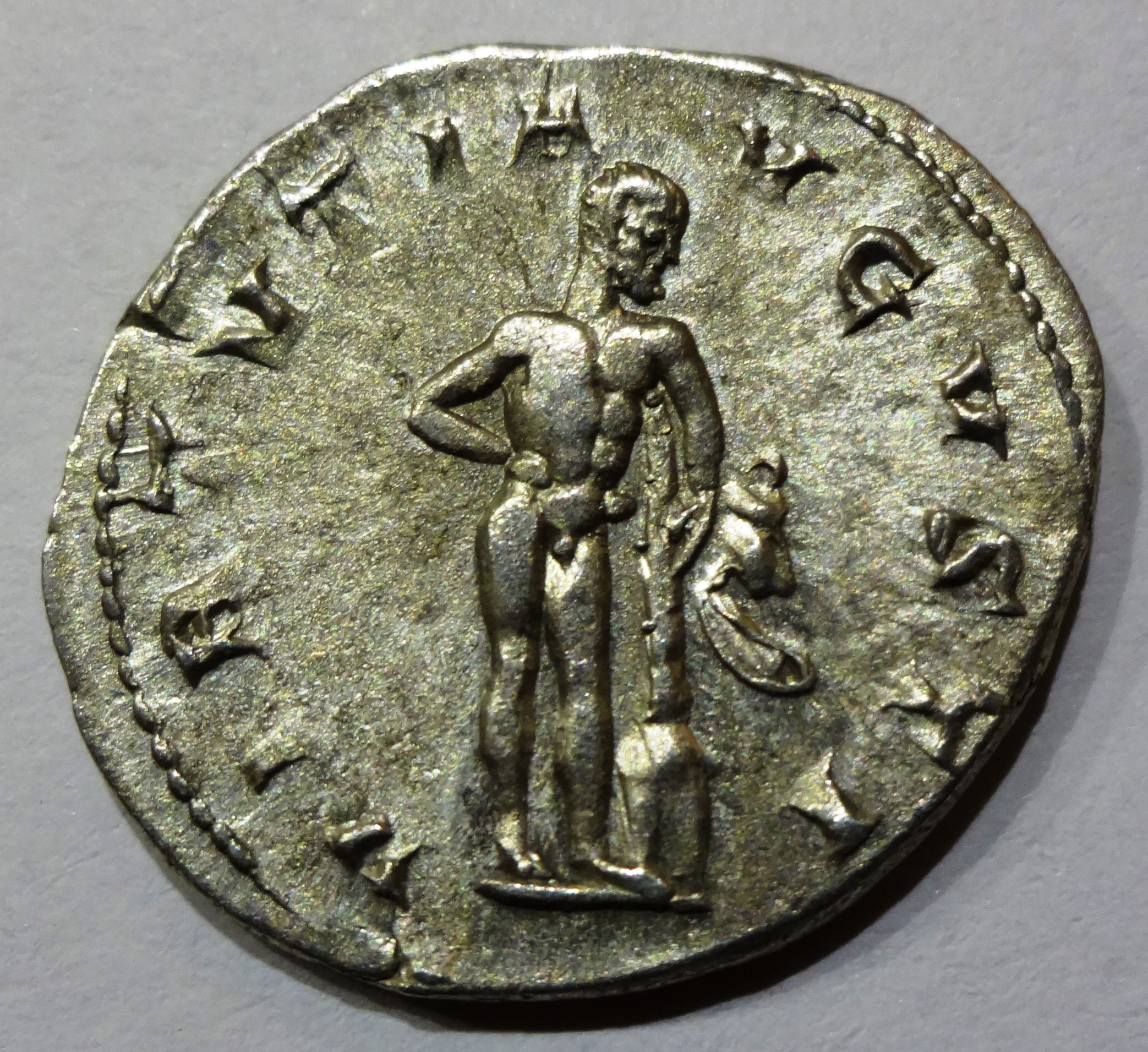
Hercules auf einer Münze Gordianus’ III.

### Bedeutung für die Kunstgeschichte nach der Antike
In der Kultur des europäischen Mittelalters galt Herakles als Vorbild für tugendhaftes Verhalten und vorbildliches Kriegertum. Darstellungen der Heldentaten des Herakles und vor allem auch das Motiv des Herakles am Scheideweg finden sich daher während des ganzen Mittelalters und wurden auch während der Renaissance und des Barocks in großer Zahl geschaffen.
Für das Interesse am menschlichen Körper und dessen bewegter Darstellung wurden häufig Herkulesszenen ausgewählt, besonders Herkules und Antaeus, Cacus und die Kämpfe mit Kentauren. Plastisch hat das der Italiener Antonio Pollaiuolo festgehalten. Druckgraphik sorgte für überregionale Verbreitung; u. a. Gian Giacomo Caraglio (nach Rosso Fiorentino) in Italien oder Hans Sebald Beham in Deutschland.
Berühmte Darstellungen gibt es von Leonardo da Vinci, Baccio Bandinelli, Peter Paul Rubens und Hans Baldung.

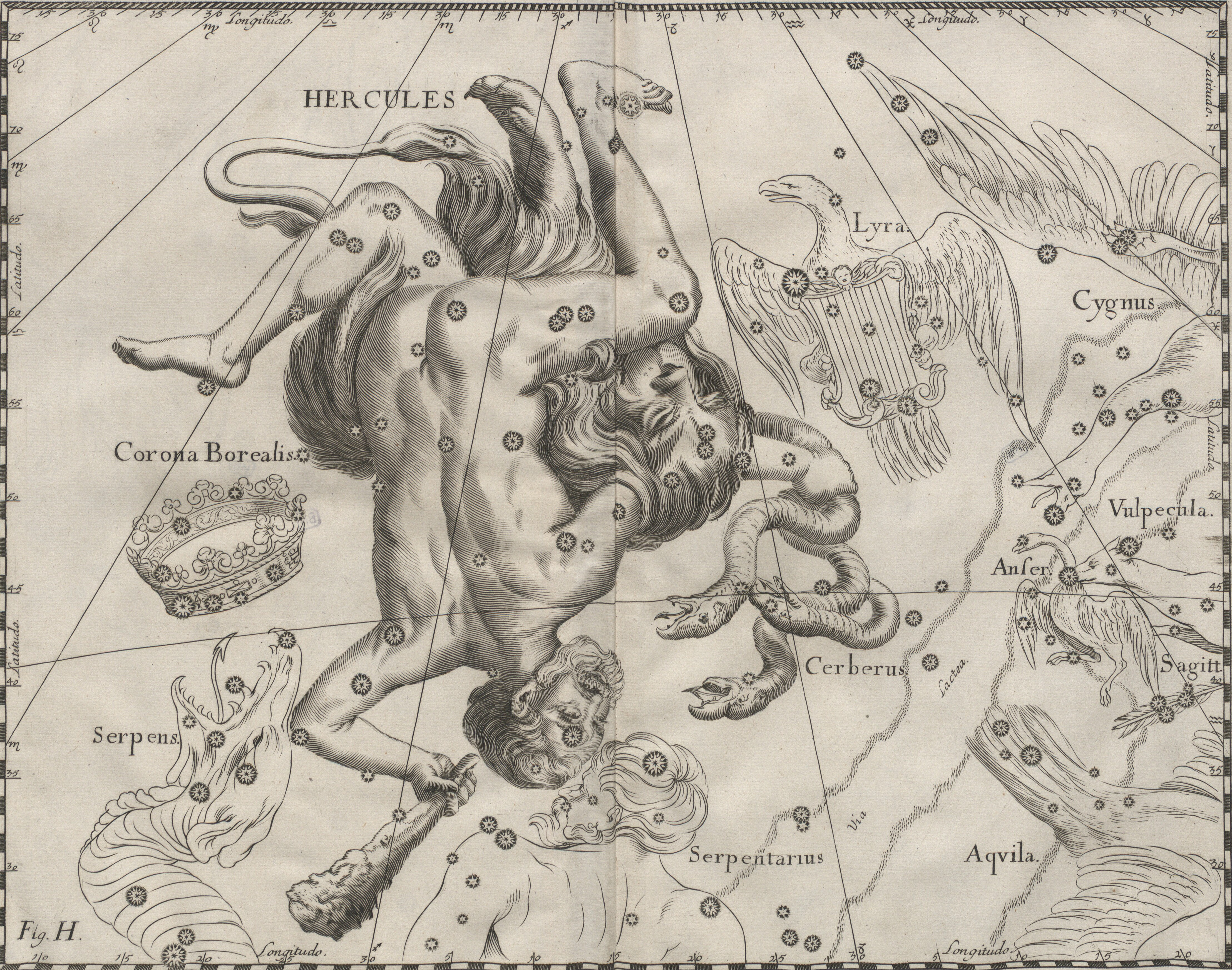
Hevelius: Sternbild des Herkules, 1690

### Bedeutung für die Literaturgeschichte in antiker und nachantiker Zeit
Auch Schriftsteller und Dichter von Pindar, Euripides, Ovid, Seneca, Giovanni Boccaccio, über William Shakespeare bis Christoph Martin Wieland, Johann Wolfgang von Goethe und Friedrich Hölderlin bis zu Autoren des 19. und 20. Jahrhunderts, wie Frank Wedekind, Robert Walser, Friedrich Dürrenmatt, Heiner Müller und Peter Huchel, wurden von dem Mythos inspiriert.

### Die Rolle des Herkules in der Französischen Revolution
Im Ancien Régime noch als Symbol für die Kraft des Königs geltend, wurde Herkules zu einer Figur, die allegorisch für die Kraft des gemeinen Volkes stand. Besonders in der Zeit der Jakobinerherrschaft diente die Figur als Drohkulisse gegen sogenannte Volksfeinde, die sich dem Fortgang der Revolution, die 1793–94 zur Terrorherrschaft des Wohlfahrtsausschusses ausartete, entgegenstellten.

### Herkules in der Popkultur
Die Figur des Herkules ist im Laufe des 20. Jahrhunderts in zahlreichen Spielfilmen, Fernsehserien und Comics verarbeitet worden. Insbesondere in Italien entstand von den 1960er bis in die 1980er Jahre ein eigenes Subgenre des Sandalenfilms um den Heroen. Zu den heute bekanntesten Adaptionen in dieser Tradition zählen eine Version von Mario Bava (Vampire gegen Herakles, 1961; Hauptrolle: Reg Park) und zwei Filme von Luigi Cozzi (Herkules und Die Abenteuer des Herkules 2. Teil aus den Jahren 1983 und 1985; Darsteller war Lou Ferrigno). Bekannte amerikanische Verfilmungen der Figur sind Hercules in New York (1969) mit dem jungen Arnold Schwarzenegger in der Titelrolle, der Zeichentrickfilm Hercules von 1997 aus dem Hause Disney und die Adaption von 2014 mit dem Wrestler und Actiondarsteller Dwayne Johnson (basierend auf einer Comicfigur des US-Verlags Radical Comics). Populär war auch eine TV-Serie der 1990er Jahre mit Kevin Sorbo in der Hauptrolle. Fast allen modernen Adaptionen der Popkultur ist gemein, dass sie die traditionellen Handlungen der Heraklessage mit Motiven anderer Sagenstoffe, historischen Versatzstücken und neu erdachten Fantasyelementen verbinden.
In den USA wurde Herkules 1941 als Figur in den Comics zu Wonder Woman (DC Comics) und 1965 auch als Figur in den Thor-Comics (Marvel Comics) eingeführt. Bei Marvel wird er als leichtfertiger Draufgänger dargestellt und avancierte dadurch zum Rivalen des besonnen handelnden Thor. Bei DC dagegen gilt er im Allgemeinen als Unterstützer der Titelheldin.
Der französische Comicheld Asterix hat im 1976 erschienenen Film Asterix erobert Rom in Anlehnung an Herakles ebenfalls zwölf Aufgaben zu erfüllen, um für die Gallier die Herrschaft über das Römische Reich zu übernehmen. Diese Geschichte erschien 1977 als 12 Prüfungen für Asterix auch in Comicform.

### Benennungen
Nach Herakles wurde das Sternbild Herkules benannt, ebenso der Asteroid (5143) Heracles, der Mondkrater Hercules, der Mount Hercules in der Ostantarktika sowie Statue und Gebäudekomplex Herkules im Bergpark Wilhelmshöhe.